# Tschowal

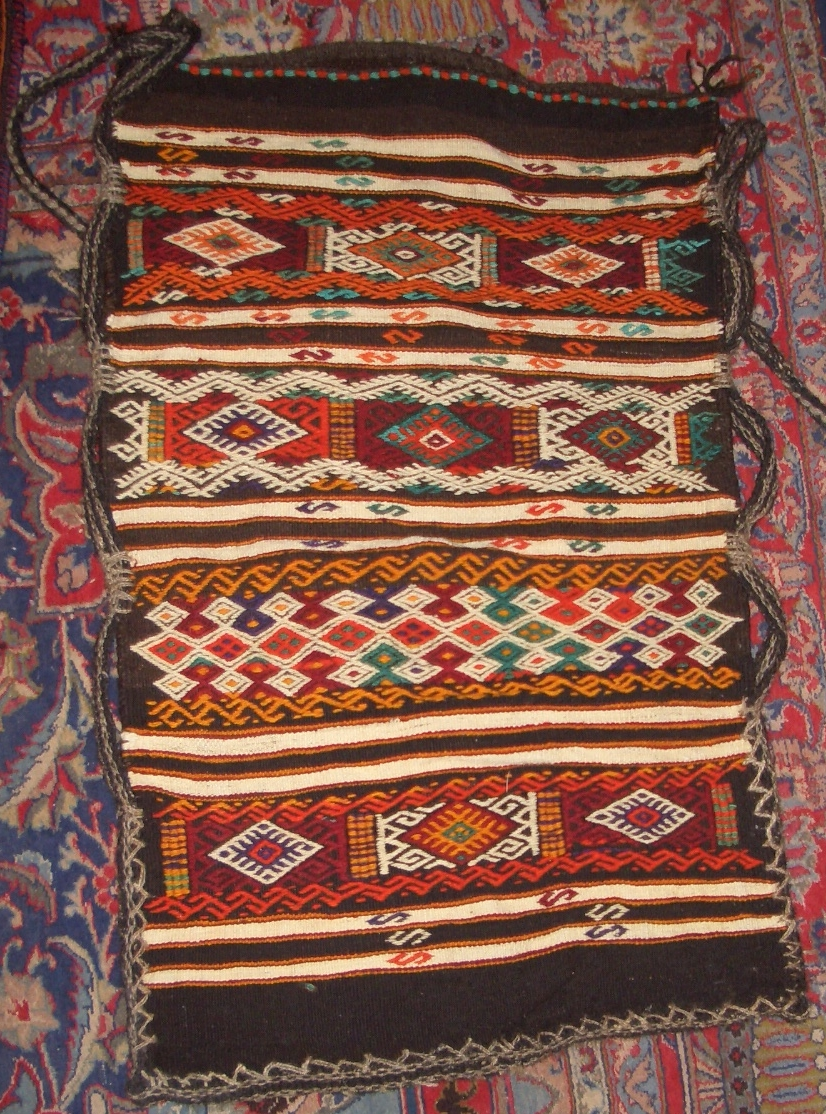
Tschowal (Anatolien)

Tschowal ist der Name größerer, an der Vorderseite zumeist sehr fein gewebter bzw. geknüpfter Kamel- und Zelttaschen der Turkmenen. Ihr Zweck liegt im Transport und der Aufbewahrung von Vorräten, Bettzeug, Decken und Kleidung oder kleineren Gegenständen. Tschowals werden stets paarweise angefertigt. 
Muster, Farben sowie Knüpfarbeit erinnern an die Herstellung von Turkmenen-Teppichen. Begrifflich erfasst sind auch die ähnlich fein gearbeiteten Satteldecken und Portale, welche zu feierlichen Gelegenheiten über den Zelteingang gehängt werden. Diese weisen regelmäßig feine Streifenmuster auf mit kleinen Motiven. Die Knüpfungsdichte kann bei bis zu 500.000 persischen Knoten pro Quadratmeter liegen.

## Einzelnachweis
1. ↑  turkmenisch: Transporttasche – große Zelttasche – gewebt oder geknüpft – zur Aufbewahrung von Bettzeug, Decken und Kleidung